# Does Humor Belong in Music? (video)
Does Humor Belong in Music? je přibližně hodinový koncertní film. Jedná se o koncert Franka Zappy, nahraný v New Yorku 26. srpna 1984. Skládá se z čtrnácti skladeb a je doplněn různými interview. V roce 1985 byl film vydán na VHS a v roce 2003 na DVD.

## Seznam skladeb
1. „Zoot Allures“
2. „Tinsel Town Rebellion“
  - City of Tiny Lites (beginning) / interview segment
3. „More Trouble Every Day“
4. „Hot Plate Heaven at the Green Hotel“ (edited, and including more interview segments)
  - Goblin Girl (beginning) / interview segment
  - The Deathless Horsie (ending)
5. „The Dangerous Kitchen“
6. „He's So Gay“
7. „Bobby Brown Goes Down“
8. „Keep It Greasy“
9. „Honey, Don't You Want a Man Like Me?“
  - Carol, You Fool (beginning) / interview segment
10. „Dinah-Moe Humm“
11. „Cosmik Debris“
12. „Be in My Video“
13. „Dancin' Fool“
14. „Whippin' Post“